# Widjaradża

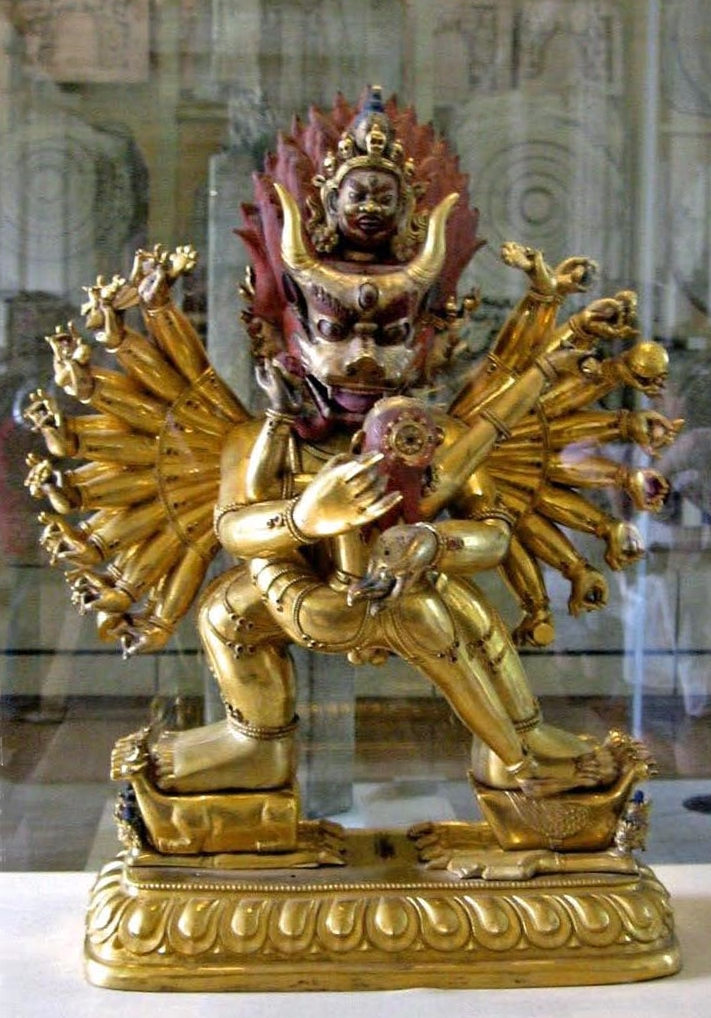
Jamantaka

Widjaradża (skt विद्याराज Vidyārāja; chiń. 明王 Míngwáng lub Budongfo; jap. Fudō Myōō, wiet. Minh Vương) – są królami mistycznej lub magicznej wiedzy symbolizującej moc i zwycięstwo pięciu Dżinów (Zwycięzców) nad namiętnościami pożądaniami.
Są oni gniewnymi emanacjami Dżinów i ich służących. Posiadają wiedzę i siłę zawarte w mantrach. Według innych objaśnień są "gniewnymi formami, których energia zostaje przybrana przez adeptów po spotkaniu przeszkód". Te bóstwa z gniewną ekspresją "demonstrują gniew wielkiego współczucia, które przynosi istotom pomoc Dobrego Prawa" (Dharma).
W Indiach i w panteonie hinduistycznym są reprezentowani przez Bhairawy (Przerażający) i Krodharadżów, czyli królów gniewu pożerających ciało.
Ich kult został przeniesiony z Indii do Chin, gdzie czczono ich w szkole zhenyan (mantrajana), a potem do Japonii, gdzie kult ich szerzyła szkoła shingon. Pierwotnie uważani byli za bóstwa ezoteryczne. Po spopularyzowaniu ich w XIII wieku, mnisi zaczęli im przypisywać moc ochrony ludzi przed złymi wpływami pochodzącymi, według wierzeń chińskich, z Kimon (na północnym wschodzie) czyli "bramy demonów".
Wśród królów magicznej wiedzy wyróżnia się pięciu Widjaradżów, którzy odpowiadają pięciu Dżinom, natomiast inni Widjaradżowie, odpowiadają bodhisattwom. Do tych pięciu dodaje się czasem trzech: Ragawidjaradżę, Majuraradżę i Atawakę.
Poza tym w buddyjskiej ikonografii i panteonie buddyjskim jest jeszcze wiele przerażających form bóstw, które, chociaż mniej ważne, pełnią istotną rolę np. w popularnych kultach. Sa zaliczane również do bardzo ogólnego terminu Wadżraradżów i przedstawiane na mandalach.

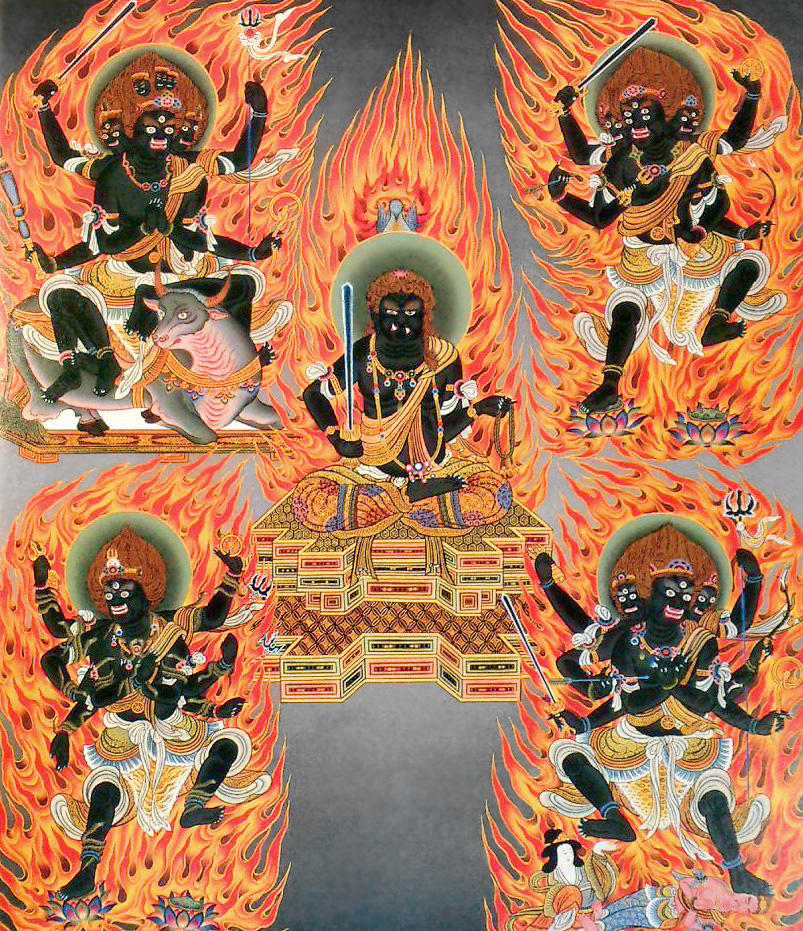
Pięć gniewnych form Królów Mądrości

Według mandali Wajroczany i np. japońskiej Ninnō-kyō Mandara (Mandala Dobrych Królów) pięcioma Widjaradżami są:
```
                         
Akszobhja
 (wschód)
                             |
                             |
(północ) Amoghasiddhi----Wajroczana----
Ratnasambhawa
 (południe)
                   (forma centralna, medytujący)
                             |
                             |
                        Amitabha (zachód)
```

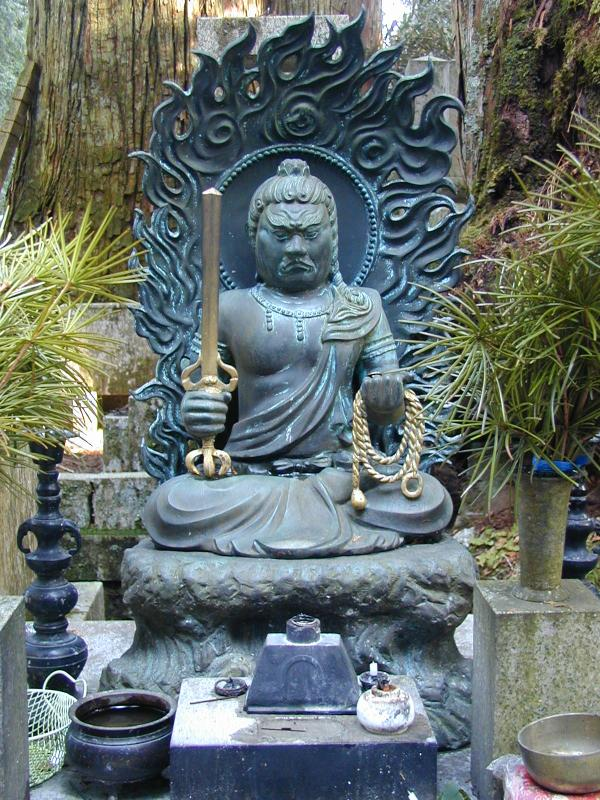
Aczalanatha

W centrum według Ninnō-kyō Mandara znajduje się Aczalanatha (skt. Ācala), który odpowiada Wajroczanie. Na północy znajduje się Wadżrajaksza (Wadżrapani), odpowiadający Amoghasiddhi. Na zachodzie znajduje się Jamantaka, odpowiadający Amitabhie. Na wschodzie znajduje się Trailokjawidżaja, odpowiadający Akszobhii. Na południu znajduje się Kuṇḍali, odpowiadający Ratnasambhawie.
Japoński rytuał "pięciu ołtarzy" wykonywany w celu obrony przed katastrofami, zawiera m.in. wykonanie pięciu statui lub wyobrażeń malarskich pięciu wielkich Widjaradżów, ustawianych według ich stałych pozycji z Aczalanathą w centrum.